# Woronow-Schneeglöckchen
Das Woronow-Schneeglöckchen (Galanthus woronowii) ist eine Pflanzenart aus der Gattung der Schneeglöckchen (Galanthus) in der Familie der Amaryllisgewächse (Amaryllidaceae). Es ist nach dem russischen Botaniker Juri Nikolajewitsch Woronow (1874–1931) benannt.

## Beschreibung

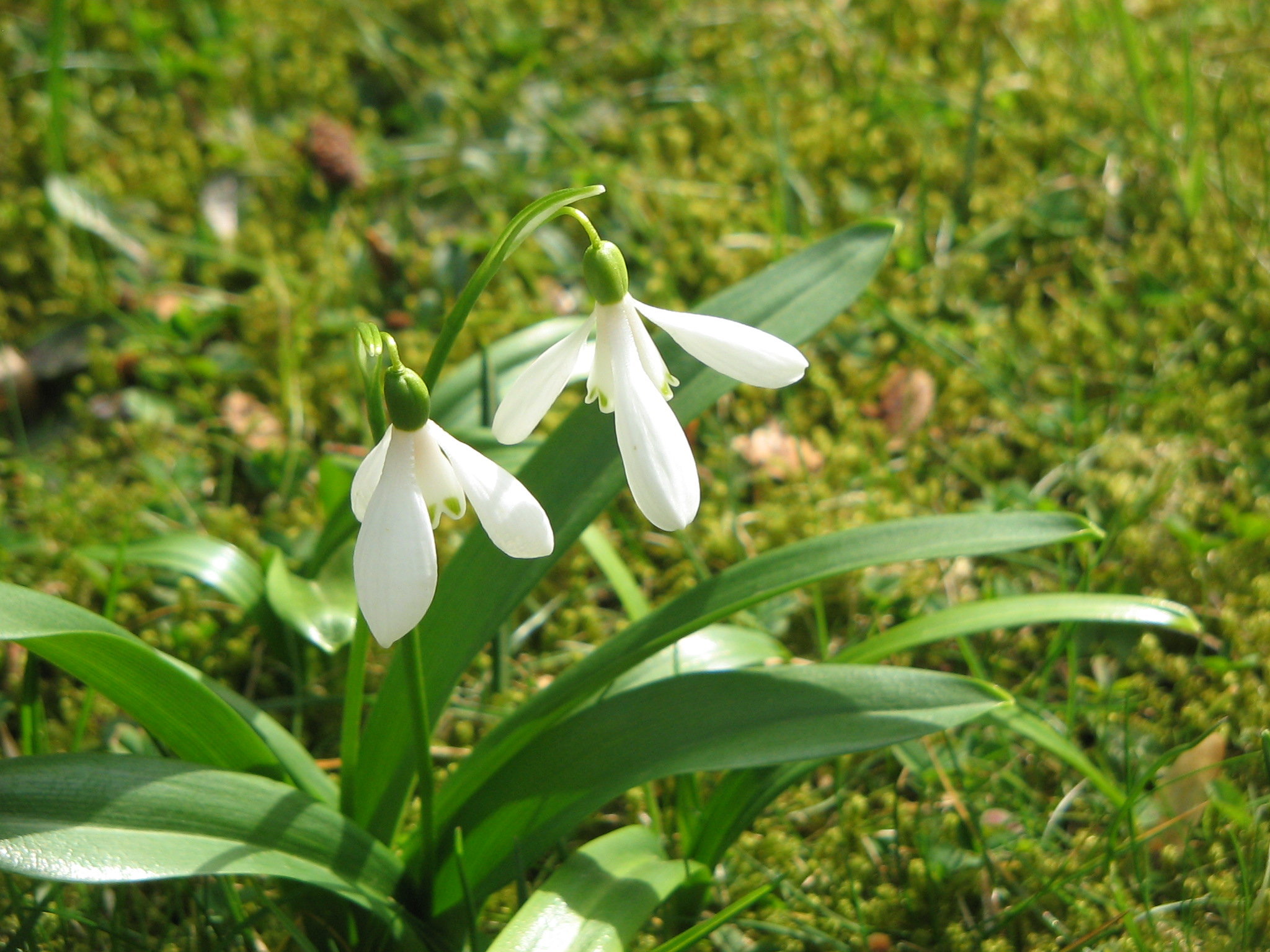
Blüten und Blätter

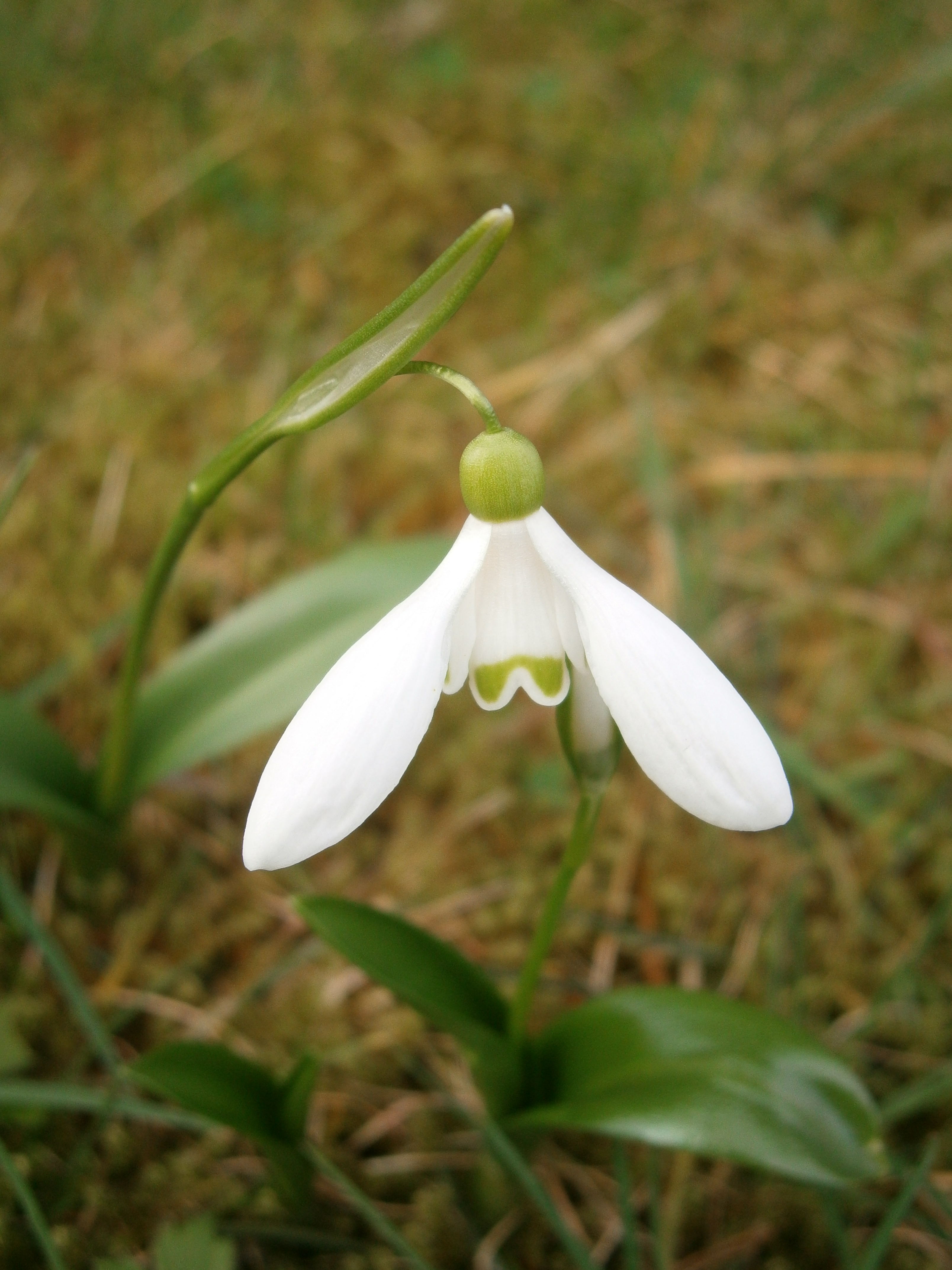
Blüte

Das Woronow-Schneeglöckchen ist eine ausdauernde krautige Pflanze, die Wuchshöhen von 4 bis 19 Zentimeter erreicht. Dieser Geophyt bildet eine Zwiebel als Überdauerungsorgan aus, die eine Länge von 2 bis 3 cm und einen Durchmesser von 2,0 bis 2,5 cm aufweist. Sie bildet etwa drei bis vier Tochterzwiebeln. Die grundständigen Laubblätter sind einfach, parallelnervig, hell- bis dunkelgrün, glänzend und bandförmig bis schmal verkehrt-eiförmig. Während der Blütezeit sind sie meist 8 bis 20 (5 bis 32,5) Zentimeter lang und 1 bis 2 (selten bis 3) Zentimeter breit, nach dem Verblühen verlängern sie sich auf meist 18 bis 22 Zentimeter.
Die Blüten stehen einzeln an einem langen Stängel. Die zwittrigen, dreizähligen Blüten weisen eine Länge von 2,5 cm und einen Durchmesser von etwa 2 cm auf. Die drei äußeren Blütenhüllblätter sind jeweils 2 Zentimeter lang und völlig weiß. Die drei inneren Blütenhüllblätter haben nur etwa die halbe Länge der äußeren und sind an ihrer Spitze herzförmig eingeschnitten und grünlich gefärbt. Der Fleck der inneren Blütenhüllblätter ist mehr oder weniger U-förmig und oben flach.
Sie blüht etwa zehn Tage innerhalb der Blütezeit von Januar bis April. Die Kapselfrucht ist schon etwa einen Monat nach der Befruchtung reif.
Die Chromosomenzahl beträgt 2n = 24.

## Vorkommen
Das Woronow-Schneeglöckchen kommt im West- und Zentral-Kaukasus und der Nordost-Türkei auf Kalkfelsen und steinigen Hängen in Falllaub- und Nadelmischwäldern in Höhenlagen von 70 bis 1400 Meter vor. Die Art ist oft mit Eibe und Buchsbaum vergesellschaftet. In Deutschland lokal verwildert, durch entweichen aus Kultur oder durch Ansalbung.

## Systematik
Synonyme für Galanthus woronowii sind Galanthus latifolius auct. non Rupr., Galanthus ikariae subsp. latifolius Stern p. p., Galanthus ikariae auct. non Baker (unter diesem Namen wird die Art meist im Handel angeboten).

## Nutzung
Das Woronow-Schneeglöckchen wird zerstreut als Zierpflanze in Rabatten, großen Steingärten und unter Sträuchern und Bäumen genutzt. Es ist vermutlich seit ungefähr 1880 in Kultur.